# ایستگاه متروی کاوه (شیراز)
ایستگاه شهيد کاوه سیزدهمین ایستگاه خط ۱ متروی شیراز است که در ترمینال شهید مدرس، ابتدای خیابان کاوه واقع شده‌است. این ایستگاه با مساحت ۵۴۸۲ مترمربع و عمق ۱۴/۴۳ متر، از نوع عمیق (۲طبقه)، سکو جزیره‌ای دارای ۳ دروازه ورودی، خروجی است. ایستگاه کاوه در فاز دوم خط ۱ متروی شیراز در سال ۱۳۹۶ توسط مسئولان شهری و استانی افتتاح شد.

## مسیرهای ایستگاه
- بلوار مدرس
- خیابان کاوه

## محله‌های ایستگاه
- شهرک بهار
- کاوه
- فضیلت
- ترمینال مدرس